# Воронізьке намісництво
Воро́нізьке намі́сництво (рос. Воронежское наместничество) — адміністративно-територіальна одиниця в Російській імперії в 1779–1796 роках. Адміністративний центр — Вороніж. Створене 1779 року на основі Воронізької губернії. Складалося з 15 повітів. 12 грудня 1796 року перетворене на Воронізьку губернію.

## Повіти
1. Біловодський (Біловодськ)
2. Бирюцький (Бирюч)
3. Бобровський (Бобров)
4. Богучарівський (Богучар)
5. Валуйківський (Валуйки)
6. Воронізький (Вороніж)
7. Задонський (Задонськ)
8. Землянський (Землянськ)
9. Калитбський (Калитба)
10. Коротояцький (Коротояк)
11. Купенський (Купенськ)
12. Лівенський (Лівенськ, сучасна Лівенка)
13. Нижнєдівицький (Нижнєдівицьк)
14. Острозький (Острозьк)
15. Павловський (Павловськ)

## Карти

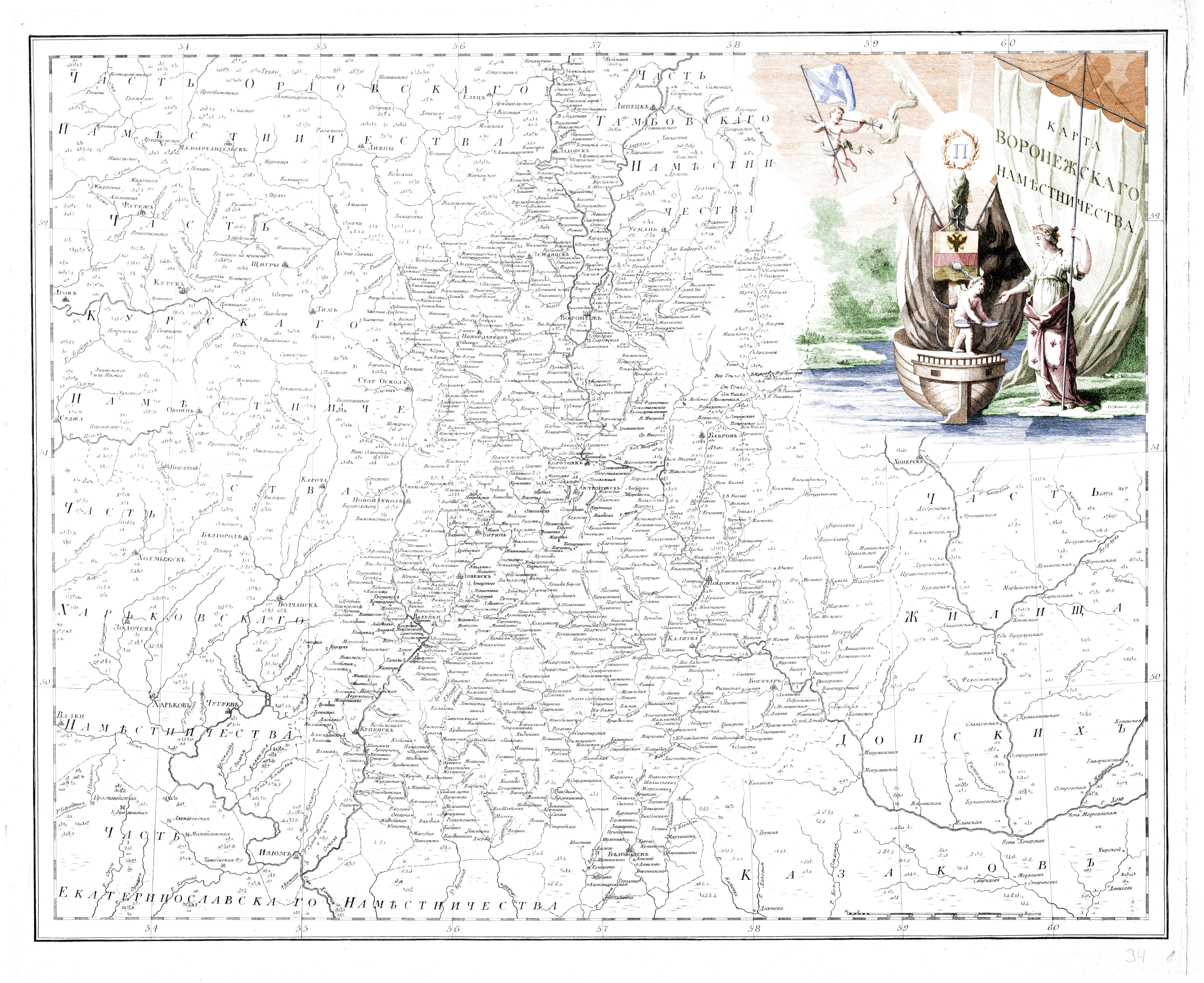
Російський атлас 1792
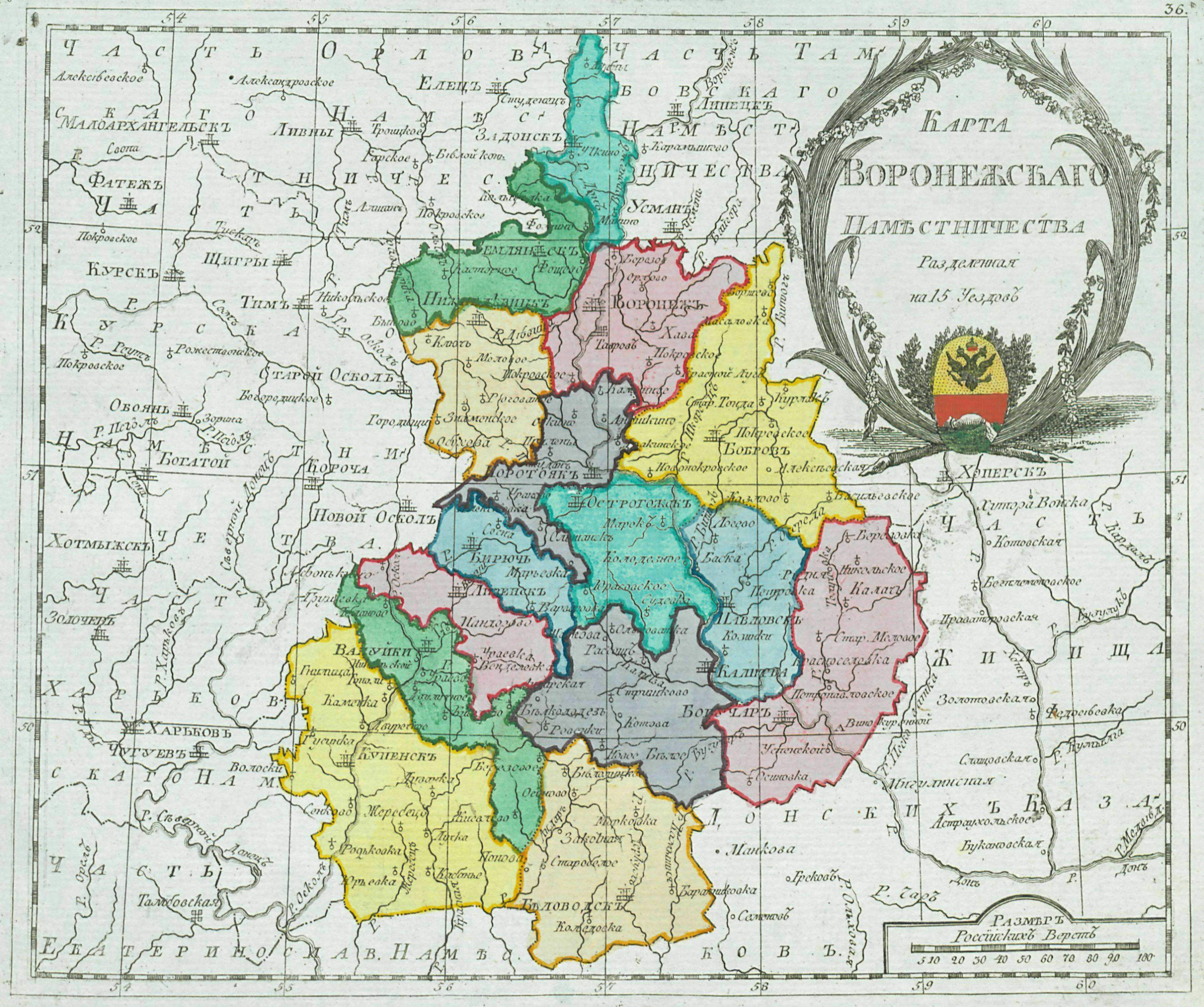
Атлас Російської імперії 1792
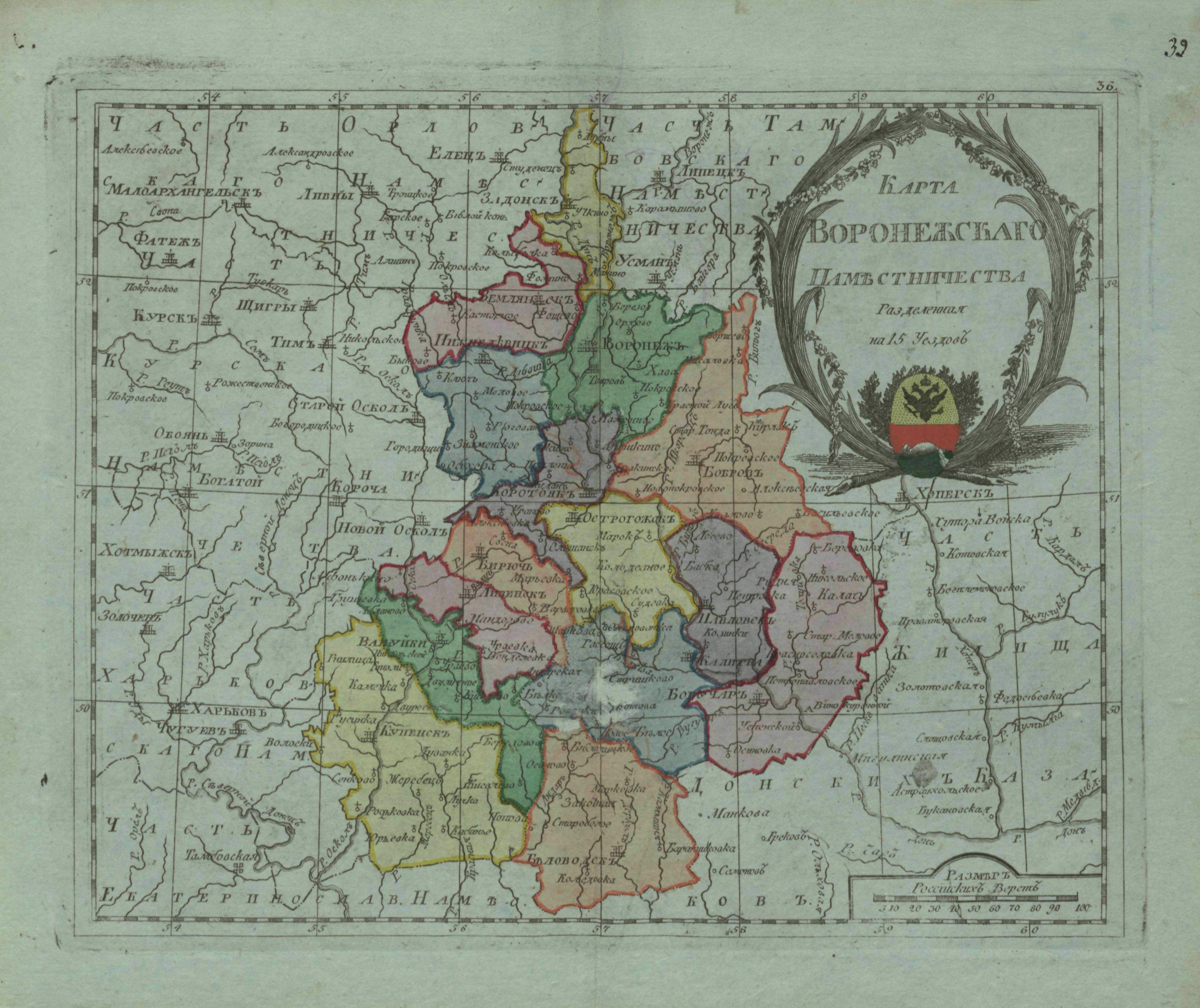
Атлас Російської імперії 1796